# Docosia muelleri
Docosia muelleri är en tvåvingeart som beskrevs av Eberhard Plassmann 1986. Docosia muelleri ingår i släktet Docosia, och familjen svampmyggor. Arten är reproducerande i Sverige.